# فرنسيس إي. باترسون
فرنسيس إي. باترسون (بالإنجليزية: Francis E. Patterson)‏ هو ضابط أمريكي، ولد في 7 مارس 1821 في فيلادلفيا في الولايات المتحدة، وتوفي في 22 نوفمبر 1862 في أوكوان في الولايات المتحدة.